# Friedrich Christian Baumeister
Friedrich Christian Baumeister (Körner, 17 luglio 1709 – Görlitz, 8 ottobre 1785) è stato un filosofo tedesco.

## Biografia
Baumeister frequentò il liceo a Gotha, poi andò presso l'Università di Jena nel 1727 dove fu ispirato da Johann Köhler. Il 21 maggio 1729 si trasferì presso l'Università di Wittenberg, dove studiò filologia e retorica con Johann Wilhelm von Berger, Friedrich Wilhelm Schlosser e Samuel Christian Hollmann. Conseguì l'abilitazione a Wittenberg, il 17 ottobre 1730, ed il giorno seguente ricevette il permesso di insegnamento come magister laico.
Dopo essere diventato membro della facoltà di filosofia dell'Accademia il 29 aprile 1734, accettò nel 1736 un invito come rettore presso la scuola superiore di Görlitz. In seguito, Baumeister cercò di conquistare la posizione di professore di filosofia a Wittenberg, ma rimase a Görlitz fino alla fine della sua vita. Scrisse molte opere e espanse la filosofia di Christian Wolff.

## Opere
- Philosophia definitiva h. e. definitiones philosophicae ex systemate Wolfii in unum collectae, 1733, 1735 und öfter
- Elementa Philosophiae Recentioris …, Recentioris Leipzig 1781
- Philosophia recens controversa ..., 1738
- Institvtiones Metaphysicae, Ontologiam Cosmologiam, Psychologiam Theologiam deniqve Natvralem Complexae Metodo Wolfii Adornatae. Editio Nova Avctior et Correctior., 1774 Wittenberg
- Institvtiones Philosophiae Rationalis Methodo Wolfii conscriptae. Editio Nova Avctior et Emendatior., Wittenberg 1774
- Philosophia Definitiva hoc est Definitiones Philosophicae ex Systemate celeberr. Wolfii in unum collectae succinctis observationibvs exemplisqve perspicvis illustratae, et a nonnvllis exceptionibus vindicatae, 1735 Wittenberg
- Institutiones philosophiae methodo wolfiana consciptae, 1738
- Historia doctrinae de optimo mundo, 1741.